# Ван Схелтинга, Тьерд Даниел
Тьерд Даниел ван Схелтинга (нидерл. Tjeerd Daniel van Scheltinga; 6 марта 1914, Амстердам — 30 июля 1994, Бевервейк) — нидерландский шахматист; международный мастер (1950), шахматный журналист. 
Лучшие результаты в чемпионатах страны: 1936 — 3-4-е; 1947 — 1-е (проиграл матч на звание
чемпиона М. Эйве — 2½ : 5½); 1950 и 1952 — 2-е; 1958 — 3-е места. В составе национальной команды участник 5 олимпиад (1937—1954). Участник зональных турниров ФИДЕ: Хилверсюм (1947) — 4-е; Дублин (1957) — 6-8-е; Будапешт и Мадрид (1960) — 2-5-е места. Успешно выступал в международных турнирах в Бевервейке: 1947 — 1-е, 1948 — 2-е, 1949 и 1955 — 2-3-е, 1954 и 1957 — 4-е места.